# Castanotherium innominatum
Castanotherium innominatum är en mångfotingart som först beskrevs av Butler 1872.  Castanotherium innominatum ingår i släktet Castanotherium och familjen Zephroniidae. Inga underarter finns listade i Catalogue of Life.